# Clavularia thalassanthos
Clavularia thalassanthos is een zachte koraalsoort uit de familie Clavulariidae. De koraalsoort komt uit het geslacht Clavularia. Clavularia thalassanthos werd in 1830 voor het eerst wetenschappelijk beschreven door Lesson. 